# مصطفى نيم
مصطفى نيم (من مواليد 5 مايو 1995) هو لاعب كرة قدم سنغالي محترف يلعب كلاعب خط وسط لنادي دوري الدرجة الثانية باريس إف سي والمنتخب السنغالي.